# Дансько-польські відносини
Датсько-польські відносини – двосторонні дипломатичні відносини між Данією та Польщею.

## Історія
У роки Другої світової війни обидві країни окуповані військами Німецького рейху.
7 липня 1945 встановлено дипломатичні відносини між країнами.
В 1949 Данія вступила в НАТО, а в 1955 Польська Народна Республіка приєдналася до Організації Варшавського договору.
У червні 2017 прем'єр-міністри обох країн підписали меморандум про намір будівництва газопроводу Baltic Pipe.
У листопаді 2018 країни підписали угоду про делімітацію державного кордону, переговори тривали понад 40 років.
У грудні 2018 Данія та Польща підписали меморандум про взаєморозуміння з метою розвитку співробітництва у сфері енергетики.

## Торгівля
У 2015 обсяг товарообігу між країнами становив суму понад 5 млрд. євро.

## Дипломатичні представництва
- У Данії є посольство у Варшаві[6].
- Польща містить посольство у Копенгагені[7].